# La fête sauvage (album)
La fête sauvage (Petrecere sălbatică) este albumul compus și interpretat de Vangelis, care cuprinde coloana sonoră a filmului documentar cu același nume regizat de Frédéric Rossif.

## Lista pieselor
- La Fête Sauvage I  - 20:18
- La Fête Sauvage II - 18:12

## Informații album
Compus, aranjat și produs de Vangelis.

Înregistrat în Studiourile Nemo, Londra, 1976.

Inginer sunet: Keith Spencer Allen

Colaboratori:
- D.A. Adams King Potato
- Lofty Amao
- Idris Baba
- Ben Da Doo
- E.Lord Eric
- Lartey Ottoo
- Paul Jeffery
- Vana Veroutis (vocal)